# 赫爾河畔京士頓
（IPA：[kɪŋstən ə'pɔn hʌl]ⓘ，通常簡稱赫爾）是英國英格蘭約克郡-亨伯區域東約克郡的單一管理區、城市，人口约25万，西北13公里（8英里）達東約克郡行政總部貝弗利。
赫爾在12世紀建城，位于赫尔河河畔，在1299年被英格蘭國王愛德華一世命名為。在第二次世界大戰中被嚴重破壞，戰後經歷了一段後工業社會時期。

## 語源
赫爾在12世紀建城，在1299年被英格蘭國王愛德華一世命名為「Kings town upon Hull 」，意為「赫爾河畔國王的市鎮」；現在的名稱仍保留原意，只是「Kings town」二字略變化為「Kingston」。

## 地方沿革
《1888年地方政府法案》在1889年4月1日生效，赫爾成為郡Borough（County Borough，獨立於東約克郡議會的Borough）。《1972年地方政府法案》在1974年4月1日生效，赫爾成為新設的亨伯賽德郡的非都市區。1992年成立的英格蘭地方政府委員會建議廢除亨伯賽德郡，赫爾成為單一管理區，不再是非都市區，在1996年4月1日生效至今。
東約克郡既是非都市郡，又是名譽郡，而赫爾是單一管理區。如將東約克郡看待為非都市郡，赫爾不屬它的一部分；如將東約克郡看待為名譽郡，赫爾行政上仍屬它的一部分。

## 交通

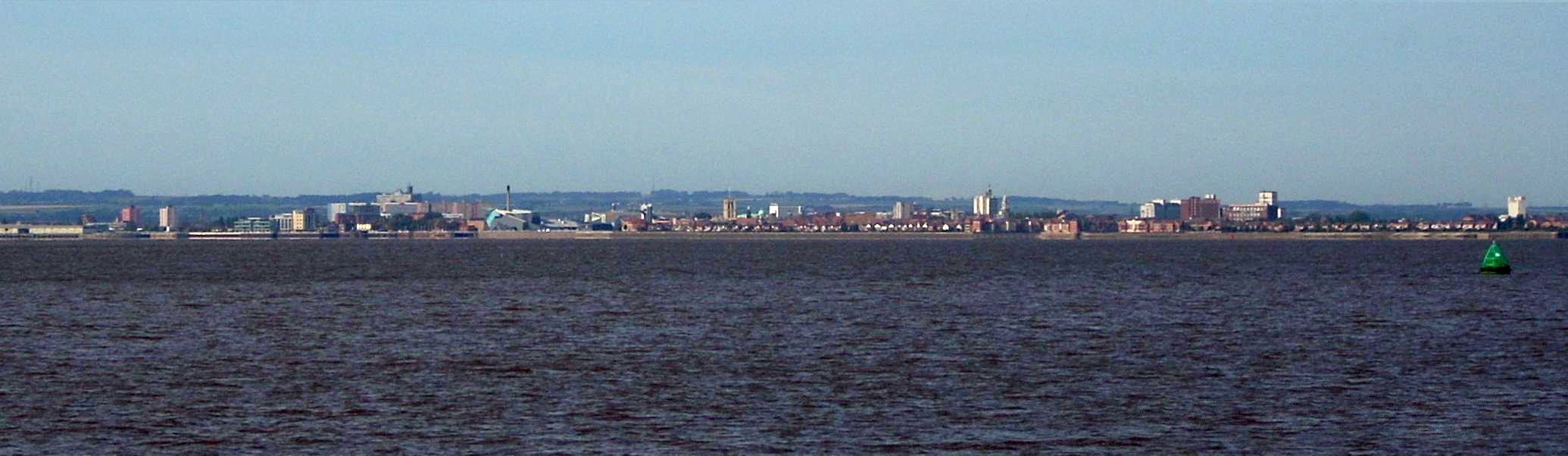
從Paull望向赫爾

赫尔河畔有建成当年全球最长的单索吊桥亨伯桥。

## 地理

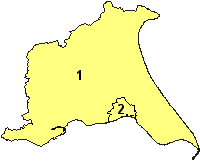
東約克郡的行政區劃圖：
1. 東約克郡
2. 赫爾河畔金斯頓

顧名思義，赫爾河畔京士頓在赫爾河畔。赫爾在亨伯河口北岸，南臨北海，東、西、北被東約克郡包圍，南與林肯郡的北林肯郡相鄰。

### 附近城市
以下列出赫爾附近的大城市（方位以赫爾為量度點）：
| 城市           | 方位     | 距離（公里 / 英哩） | 距離（公里 / 英哩） | 備註               |
| -------------- | -------- | ------------------- | ------------------- | ------------------ |
| 倫敦（西敏宮） | 南       | 250 km              | 155 mi              | 英國首都           |
| 貝弗利         | 西北     | 13 km               | 8 mi                | 東約克郡行政總部   |
| 格里姆斯比     | 東南     | 26 km               | 16 mi               | 東北林肯郡行政總部 |
| 斯肯索普       | 西南     | 28 km               | 17 mi               | 北林肯郡行政總部   |
| 林肯           | 西南偏南 | 58 km               | 36 mi               | 林肯郡郡治         |
| 約克           | 西北     | 55 km               | 34 mi               | 北約克郡行政總部   |
| 唐卡斯特       | 西南     | 58 km               | 36 mi               | 位於南約克郡       |
| 利兹           | 西       | 80 km               | 50 mi               | 位於西約克郡       |
| 韋克菲爾德     | 西       | 77 km               | 48 mi               | 位於西約克郡       |
| 谢菲尔德       | 西       | 85 km               | 53 mi               | 位於南約克郡       |
| 羅瑟勒姆       | 西南     | 76 km               | 48 mi               | 位於南約克郡       |

## 姊妹城市
- 塞拉利昂自由城
- 日本新潟市
- 美国羅利
- 冰島雷克雅未克
- 荷蘭鹿特丹
- 波蘭什切青

## 圖片集

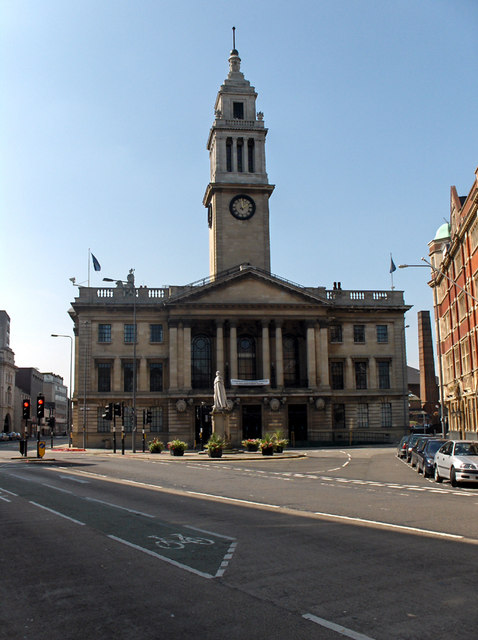
Guildhall
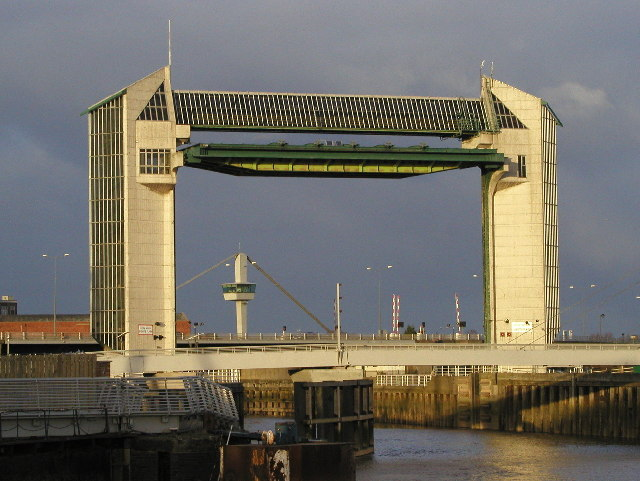
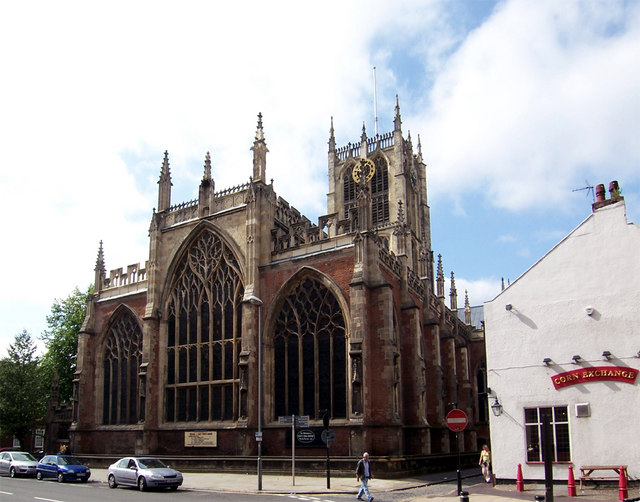
赫爾大教堂
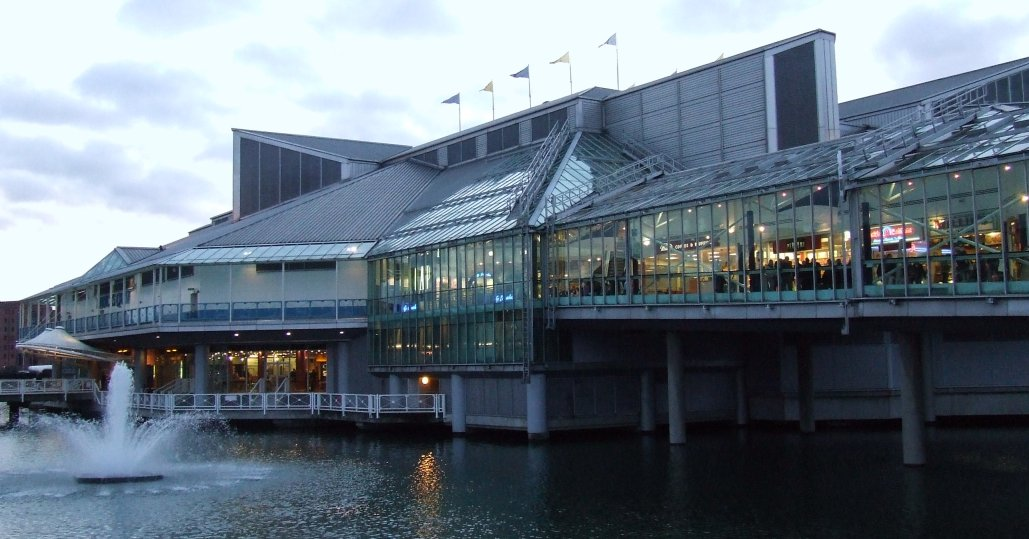
商場「Princes Quay」
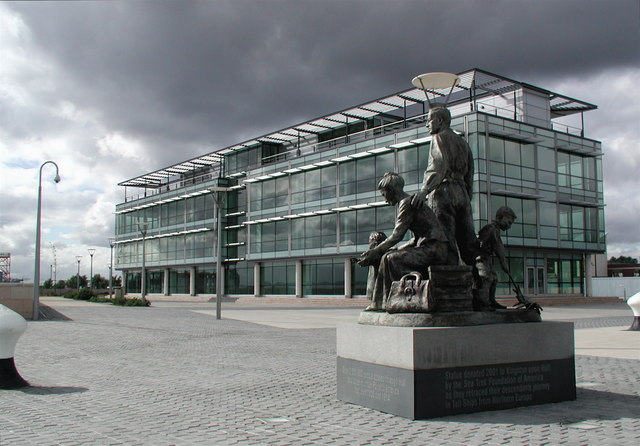
碼頭
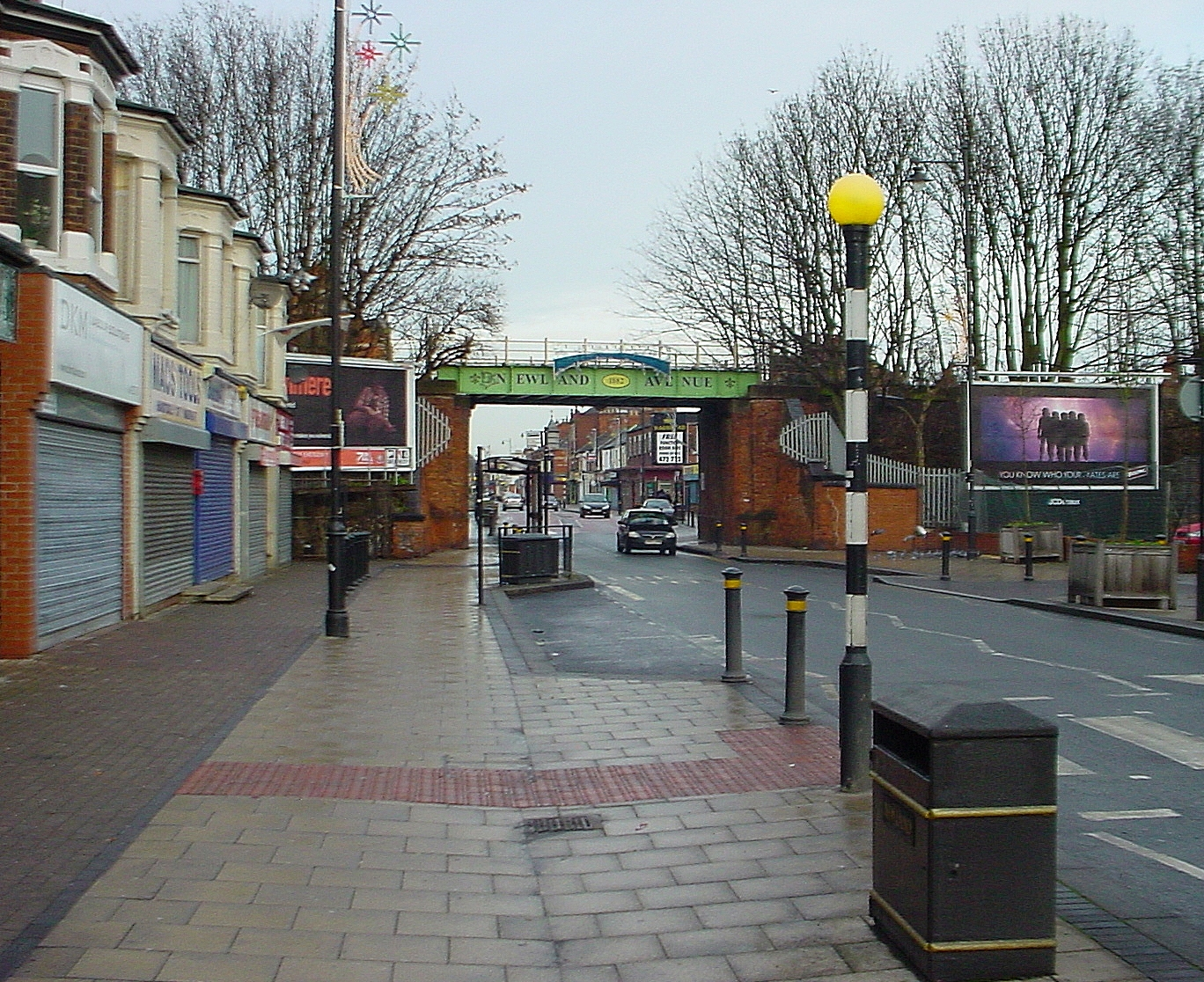
紐蘭林蔭大道
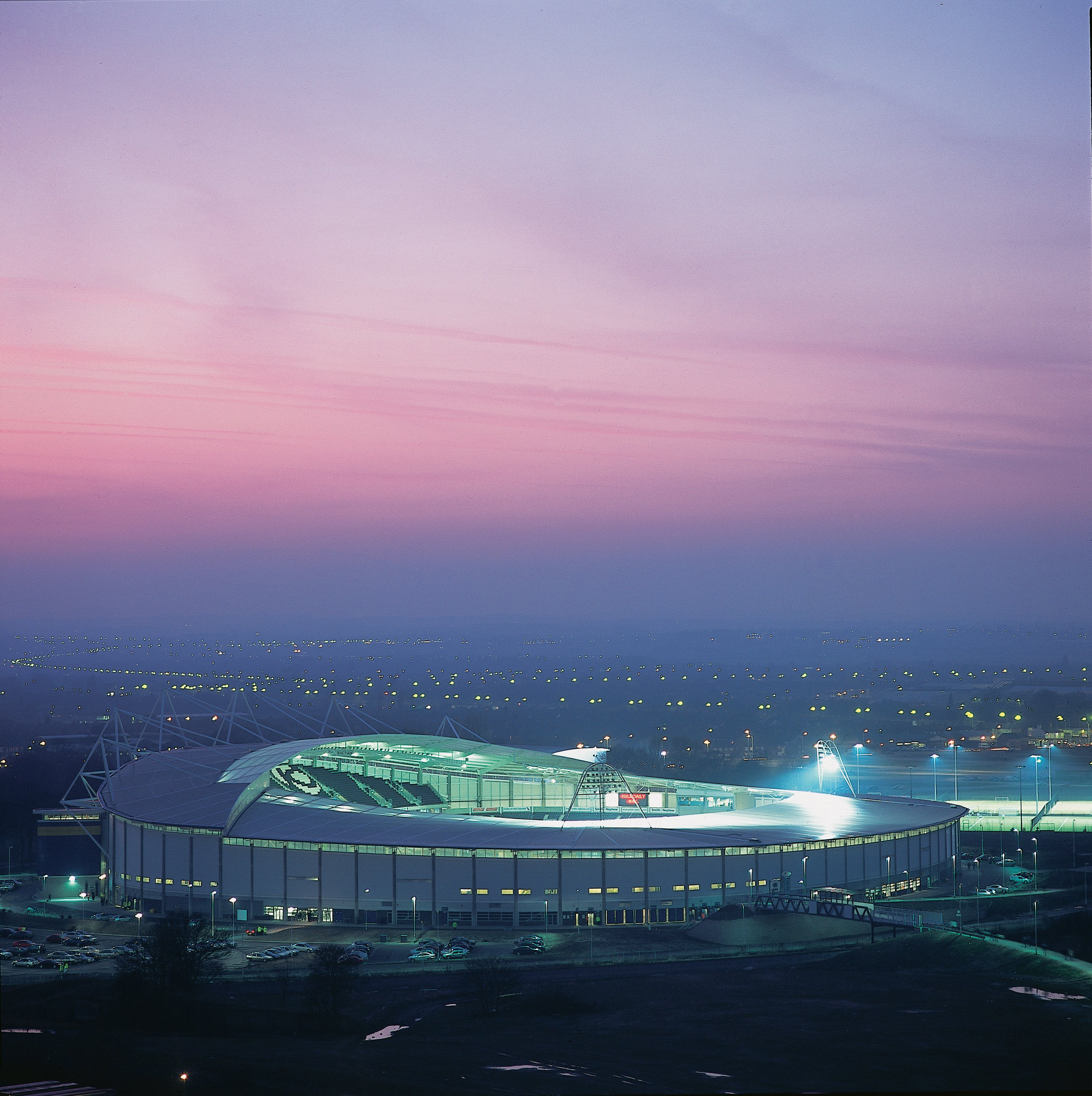
KC球場
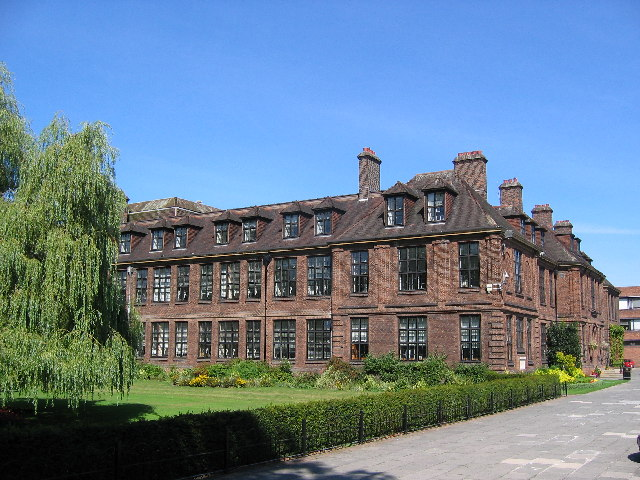
赫爾大學的文恩大樓（Venn Building）
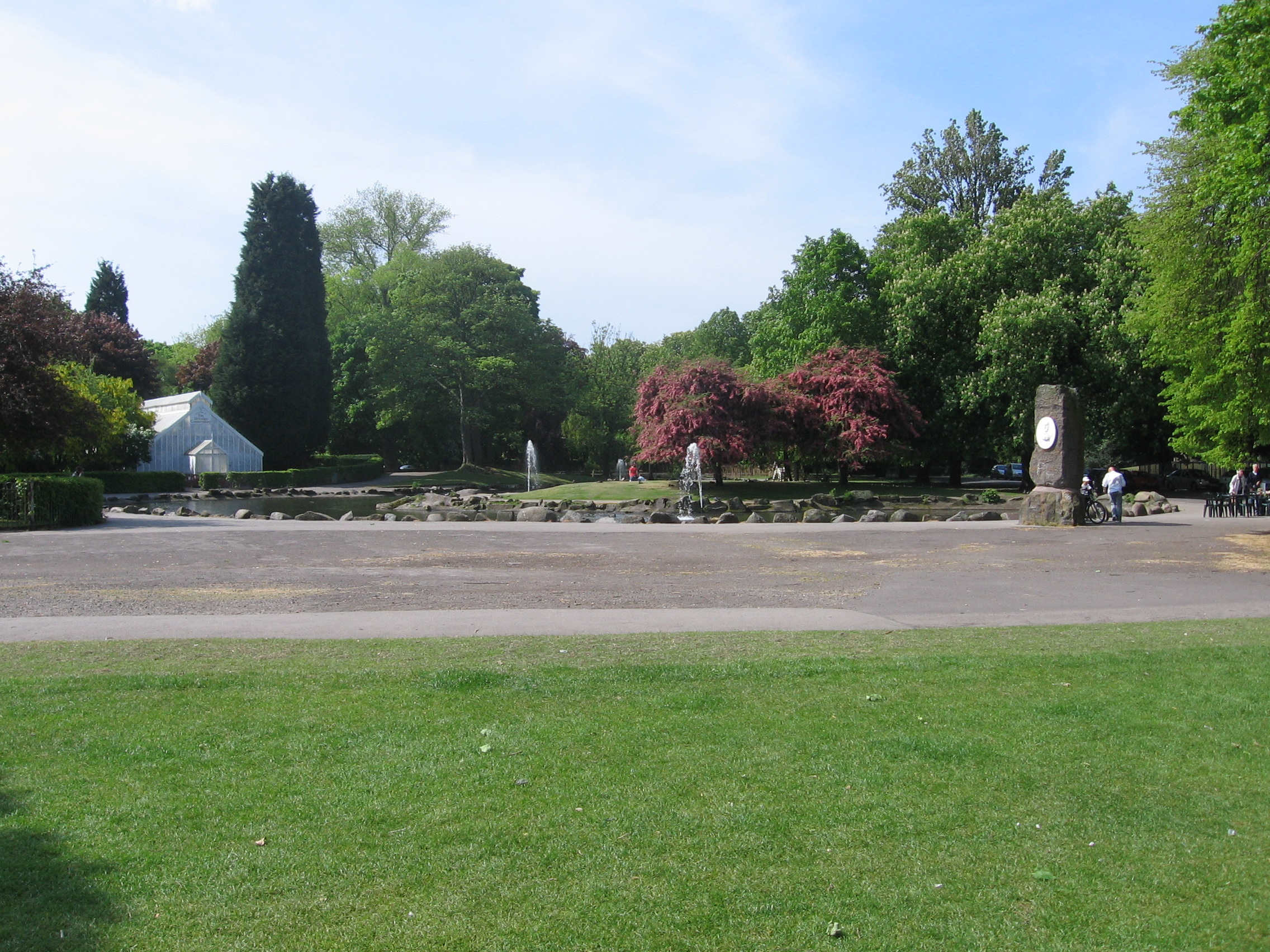
皮爾森公園（Pearson Park）
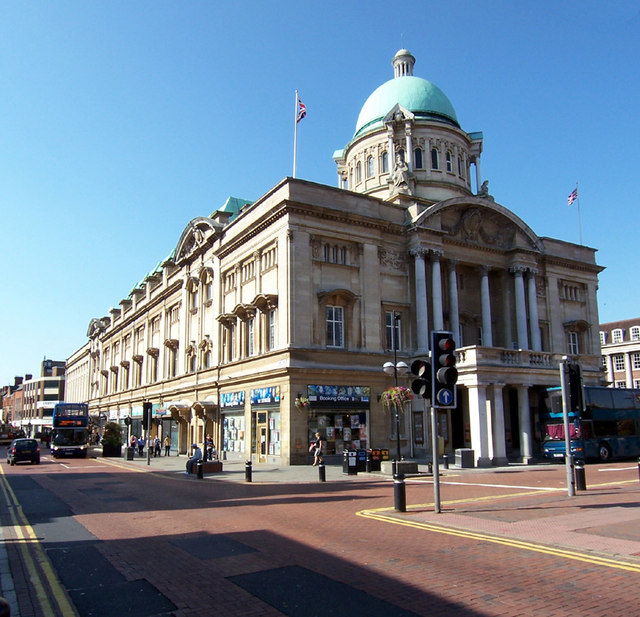
赫爾市議會

## 外部連結
- （英文）赫爾市議會 （页面存档备份，存于）